# Azanus natalensis
Azanus natalensis är en fjärilsart som beskrevs av Henry Trimen 1887. Azanus natalensis ingår i släktet Azanus och familjen juvelvingar. Inga underarter finns listade i Catalogue of Life.

## Bildgalleri

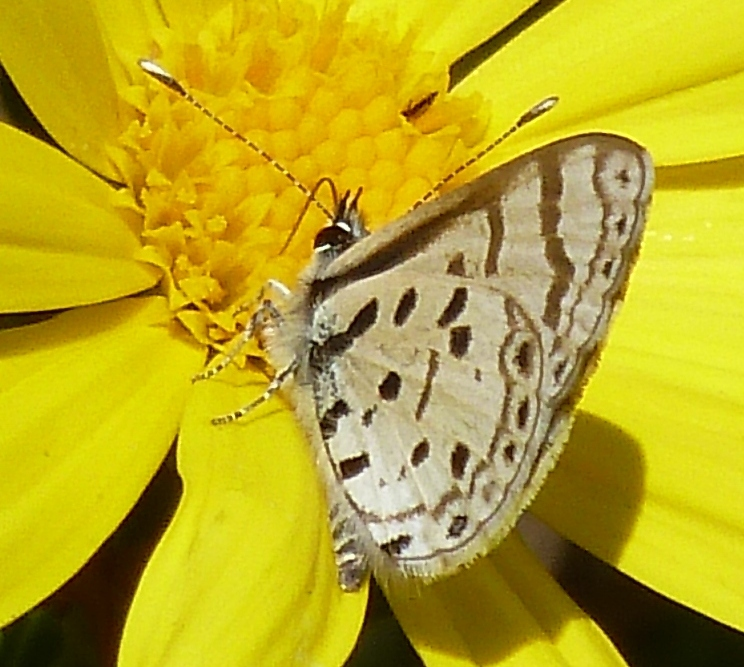